# O Brado do Povo Guerreiro
O Brado do Povo Guerreiro é o álbum de toadas do Boi Caprichoso para o Festival de Parintins na edição de 2023, onde garantiu o bicampeonato com o tema de mesmo nome do álbum. O Boi Caprichoso, foi campeão na edição de 2022 do festival. O álbum, foi lançado no dia 29 de abril de 2023, no Bar do Boi, no Sambódromo de Manaus. 
O Boi Caprichoso levou para o Bumbódromo um tema relacionado ao canto que ecoa dos povos indígenas, o grito das comunidades ribeirinhas, o brado dos povos da Amazônia, o brado que vem de um povo guerreiro. O tema, foi publicado nas redes sociais do Caprichoso no final do ano de 2022. 

## Antecedentes

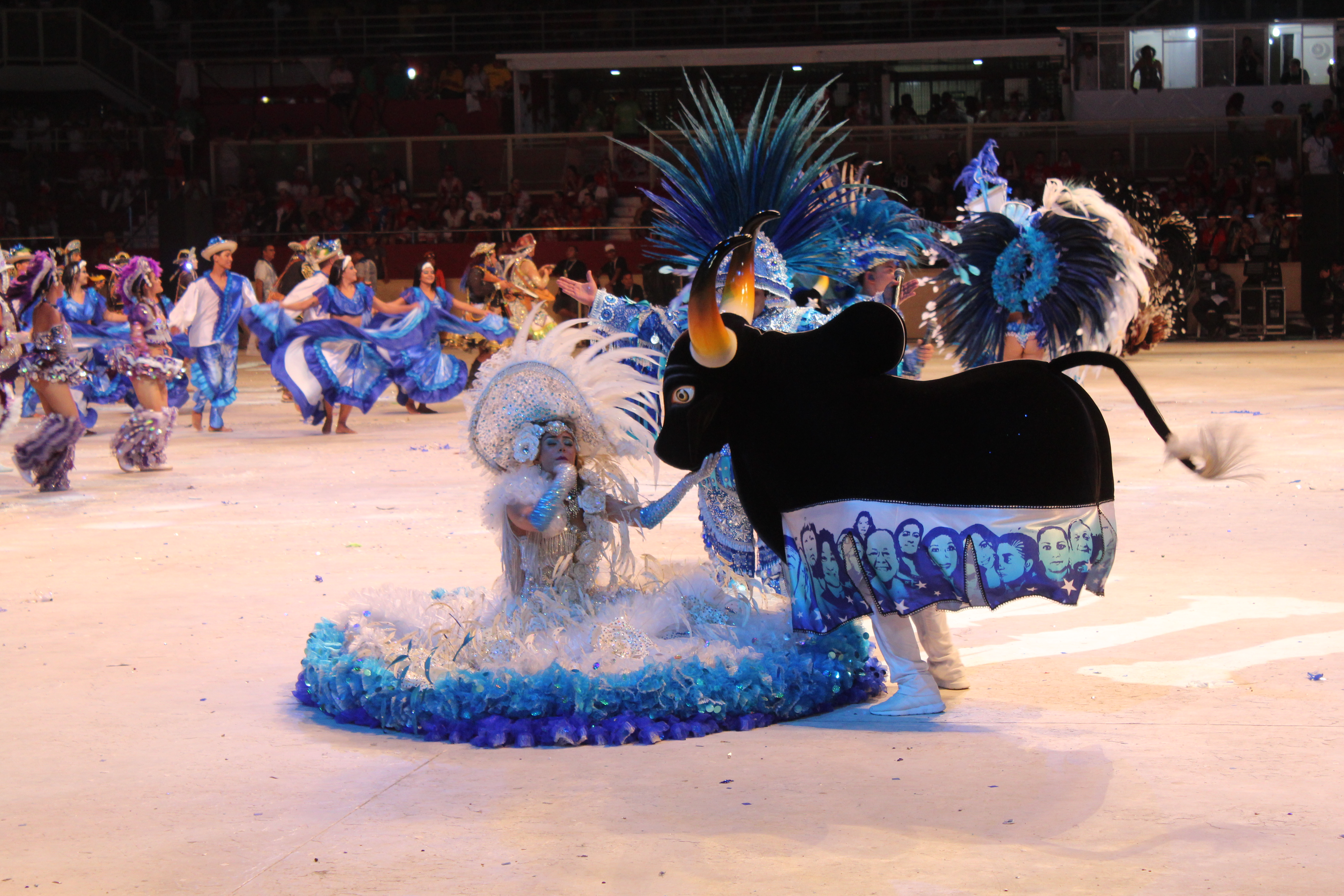
Boi Caprichoso e Sinhazinha em evolução no Bumbódromo

Acredita-se que o Boi Bumbá Caprichoso tenha sido fundado em 1913, por Roque Cid, seu principal símbolo é a estrela, e conseguiu seu primeiro título no Festival Folclórico de Parintins no ano de 1969, vencendo do adversário, Boi Garantido, também chamado de "contrário" pelos parintinenses.
Em 2018, com o tema "Sabedoria Popular: Uma revolução ancestral", Caprichoso garantiu seu último título até o ano de 2022, onde Caprichoso voltou a ser campeão com o tema "Amazônia: Nossa Luta em Poesia". 

### Preparação para 2023
Em novembro de 2022, a equipe do Boi Caprichoso viria a anunciar o tema para o próximo Festival Folclórico de Parintins, em busca do bicampeonato. 